# Ligyra umbrifer
Ligyra umbrifer är en tvåvingeart som först beskrevs av Walker 1849.  Ligyra umbrifer ingår i släktet Ligyra och familjen svävflugor.
Artens utbredningsområde är Filippinerna. Inga underarter finns listade i Catalogue of Life.